# 헬레이저 5
《헬레이저 5》(영어: Hellraiser: Inferno 혹은 영어: Hellraiser V: Inferno)는 미국에서 제작된 2000년 공포 영화이다. 스콧 데릭슨의 감독 데뷔작이다. 크레이그 셰퍼 등이 출연하였고, W.K. 보더 등이 제작에 참여하였다. 헬레이저 시리즈 다섯 번째 작품이자 첫 비디오 직행 영화이다.
2002년 속편 《헬레이저 6》이 출시되었다.

## 줄거리
콜로라도주 덴버의 부패한 형사 조지프 손은 근무 시간에 마약과 불륜을 일삼는다. 손은 고등학교 시절 호되게 골려 농구팀에서 내쫓았던 한국계 동창이 희생 제의로 살해된 현장에서 퍼즐 상자와 아이 손가락을 발견한다.
손은 퍼즐을 풀자마자 정신을 잃고, 깨어난 후로 이목구비가 뭉그러진 여성들이 피부 속에 손을 넣어 애무하는 등 환각이 시시때때로 출몰하기 시작한다. 손가락의 주인인 아이를 납치한 연쇄 살인마 디 엔지니어(The Engineer)는 손의 주변인들을 살해하고 그 현장에 반드시 아이 손가락을 남겨놓는다.
손은 환각 치료를 받기 위해 정신과 의사를 만나지만 이는 다름 아닌 핀헤드로 밝혀진다. 손은 퍼즐을 푼 순간부터 정신 고문을 받아왔으며, 엔지니어는 손 자신의 잔악함의 현현이고 아이는 손이 타락, 향락, 폭력을 통해 스스로 죽여온 순수성의 의인화였던 것이다. 고리가 달린 사슬이 나타나 손을 끌고 가면서 손은 영원히 그 죗값을 치르게 될 거라고 고한다.

## 출연
- 크레이그 셰퍼 - 조지프 손 형사 역
- 니컬러스 터투로 - 토니 너노넌 형사 역
- 제임스 리마 - 폴 그레고리 박사 역
- 더그 브래들리 - 핀헤드 역
- 니컬러스 새들러 - 버니 역
- 노엘 에번스 - 멜러니 손 역
- 마이클 셰이머스 와일스 - 파마지 씨 역
- 사샤 버레제 - 대프니 샤프 역
- 캐스린 주스턴 - 메리 손 역
- 카먼 아젠지애노 - 경감 역

## 기타 제작진
- 공동 제작: 제시 버딩카, 데이비드 조던
- 배역: 에드 미첼, 로빈 레이
- 미술: 데버라 레이먼드, 도리언 버나키오
- 의상: 줄리아 슈클레어
- 특수 분장: 게리 J. 터니클리프
- 특수 효과: 제이미슨 고에이

## 우리말 녹음
KBS 성우진 (2003년 7월 28일)
- 김환진 - 조지프 (크레이그 셰퍼)
- 홍시호 - 토니 (니컬러스 터투로)
- 박상일 - 그레고리 박사(제임스 리마)
- 함수정 - 멜러니 (노엘 에번스)
- 김정호
- 유명숙
- 박상훈
- 서문석
- 주유랑
- 임채헌